# Kjell Tannander
Kjell Tannander (Suecia, 25 de junio de 1927) fue un atleta sueco especializado en la prueba de decatlón, en la que consiguió ser medallista de bronce europeo en 1950.

## Carrera deportiva
En el Campeonato Europeo de Atletismo de 1950 ganó la medalla de bronce en la competición de decatlón, logrando un total de 7175 puntos, siendo superado por el francés Ignace Heinrich (oro con 7364 puntos que fue récord de los campeonatos) y el islandés Örn Clausen (plata con 7297 puntos).